# Desmatoneura kinereti
Desmatoneura kinereti är en tvåvingeart som beskrevs av Zaitzev 1999. Desmatoneura kinereti ingår i släktet Desmatoneura och familjen svävflugor.
Artens utbredningsområde är Israel. Inga underarter finns listade i Catalogue of Life.